# عامر الصادق
عامر الصادق هو احدد مؤسسي منظمة اتحاد تنسيقيات الثورة السورية. وهو الاتحاد الذي يضم مجموعات تنسيق وناشطي الحراك الثوري في سورية منذ بداية الاحتجاجات في سورية في العام 2011. حيث أن اتحاد تنسيقيات الثورة السورية هو أول منظمة سورية تضم ناشطين من الثورة السورية التي تهدف إلى إسقاط نظام الحكم الاستبدادي لعائلة الأسد. ولقد تميّز عامر الصادق إعلامياً من خلال مداخلاته على العديد من القنوات والصحف باللغتين العربية والإنكليزية.
شكل عامر الصادق جزءاً من إعلام المعارضة السورية الذي بات واضحاً وقوياً مع بداية الثورة السورية، وتميز بخطابه الثوري الذي يقارب مطالب الشارع السوري الذي بدأت فيه المظاهرات ضد حكم عائلة الأسد مع مطلع العام 2011. كما عبر في بعض مقابلاته عن مواقف الاتحاد من المجلس الوطني السوري والمواقف الدولية تجاه الوضع القائم في سورية.

## دوره في اتحاد تنسيقيات الثورة السورية
قام عامر الصادق بتشكيل الهيئة التأسيسية لاتحاد تنسيقيات الثورة السورية والتي ضمت أربع أشخاص عند إطلاق الاتحاد. وقد قامت الهيئة التأسيسية بصياغة البيان التأسيسي للاتحاد الذي تضمن مهمته وشروط العضوية فيه. قما قام بالتواصل مع لجنة تقصي الحقائق التابعة لمجلس مجلس حقوق الإنسان وإيصال العديد من الشهادات حول ما قامت به قوات الأمن والجيش في سورية من انتهاكات في حق الشعب السوري.

## أهم تصريحاته على الإعلام ضد النظام السوري
- صرّح عن موقف اتحاد التنسيقيات برفض الحوار الذي يدعيه نظام الأسد قبل قيام ذلك النظام بسحب الدبابات من المدن وإيقاف القتل وإخلاء سبيل المعتقلين.
- تحدث للمرة الأولى وبالتفاصيل عن محكمة الميدان العسكرية السورية التي بدأت مع مطلع العام 2012 بتنفيذ أحكام الإعدام بمعتقلي الثورة السورية الذي مثلوا أمامها وكان من أهمهم المقدم حسين هرموش
- نقل بشكل شبه يومي الأوضاع في سورية وحصيلة العمليات العسكرية وأثرها على المدنيين في مختلف المناطق.

## فصل عامر الصادق من اتحاد تنسيقيات الثورة السورية
قرر اتحاد تنسيقيات الثورة السورية بتاريخ 25 ايلول من عام 2012 بقرار صادر عم مجلس ادارته المنتخب بفصل عامر الصادق من اتحاد تنسيقيات الثورة السورية وذلك لمخالفة عامر الصادق اساسيات عمل الاتحاد. وقد صادق على بيان الفصل أكثر من 46 تنسيقية وتجمع للحراك الثوري في سوريا.
رابط لبيان فصل عامر الصادق من اتحاد تنسيقيات الثورة السورية

## روابط خارجيّة
الموقع الرسسمي لاتحاد تنسيقيات الثورة السورية
- صفحة اتحاد تنسيقيات الثورة السورية على الفيس بوك  على فيسبوك..
- مقابلة باللغة الإنكليزية على قناة البي بي سي مع ممثل اتحاد تنسيقيات الثورة السورية 1
- مقابلة لعامر الصادق على قناة العربية 2 على يوتيوب